# Salamiyya

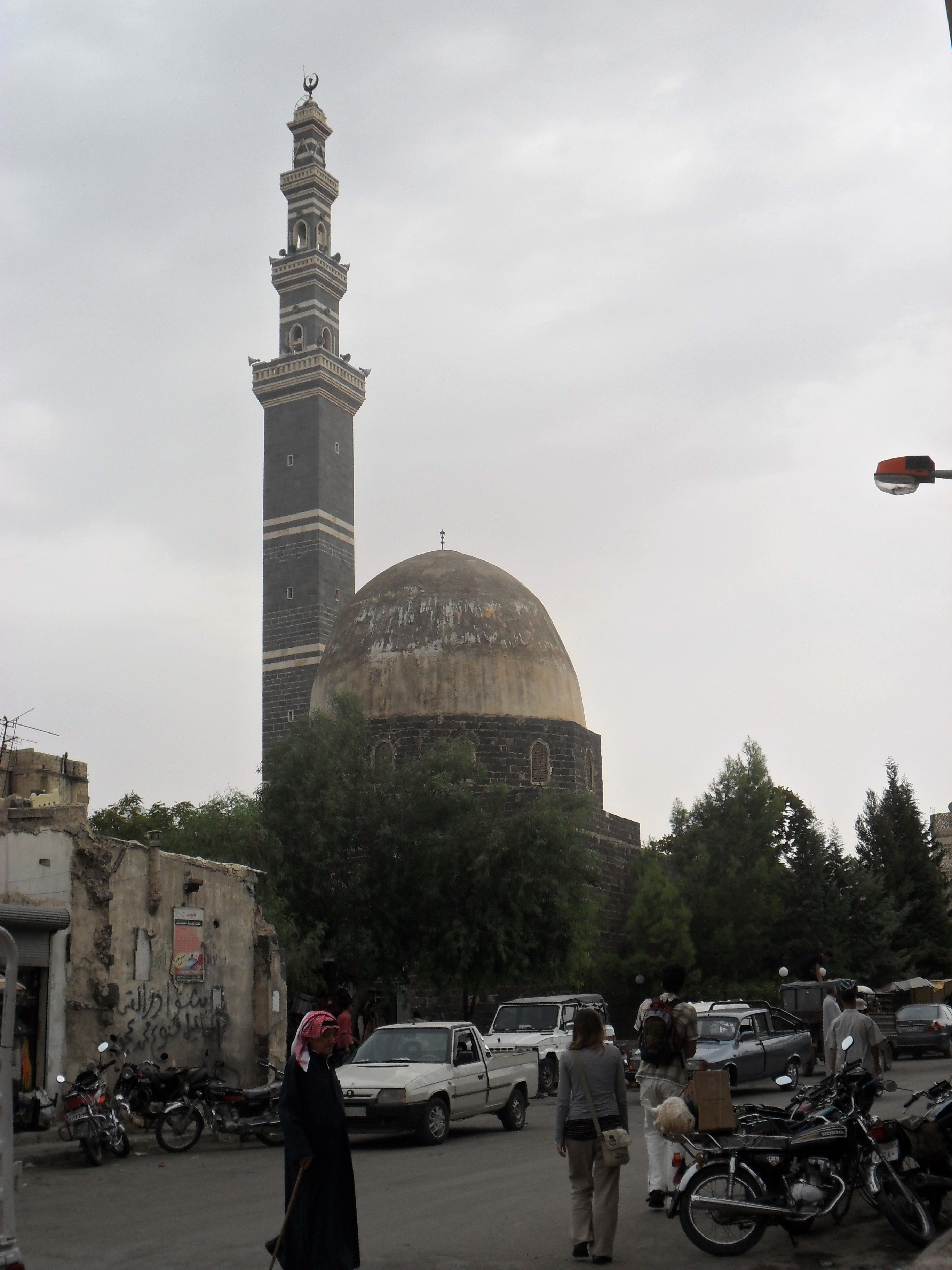
Moschea di Salamiyya

Salamiyya (in arabo سلمية‎?) è una città e un distretto della Siria occidentale, facente parte del Governatorato di Hama.

È situata 33 km a sudest di Hama e a 45 km a nordest di Homs. La città è chiamata "madre del Cairo" perché fu il luogo natale del secondo Imam fatimide Muḥammad al-Qāʾim bi-amri Allāh, la cui dinastia avrebbe infine fondato la città del Cairo, ed era stata il primo quartier generale di suo padre Ubayd Allah al-Mahdi, che istituì l'Imamato fatimide.

La città è un importante centro dell'attività dei Nizariti ismailiti e il luogo di nascita del poeta Muhammad al-Maghut. La popolazione - in base al censimento del 2004 - era di 66.724 persone.